# Dnipro
För floden med samma ukrainska namn, se Dnepr.
Dnipro (ukrainska:  Дніпро́, Dnipro uttal (fil); ryska: Днепр, Dnepr) är en viktig industristad i Ukraina med cirka 1 miljon invånare, vilket gör den till landets fjärde största stad. Den är belägen i Dnipropetrovsk oblast, sydost om huvudstaden Kiev vid Dnepr och är därigenom en viktig inlandshamn. Då staden grundades var dess namn Jekaterinoslav. Under sovjettiden, från 1926, hette den Dnipropetrovsk (Dnepropetrovsk på ryska). I maj 2016 ändrades namnet till Dnipro för att slippa kopplingen till Sovjetregimen. Dnipro är även det ukrainska namnet på floden Dnepr.

## Näringsliv
Dnipro är en av Ukrainas största industristäder, med en omfattande järn- och stålindustri som baseras på järnmalm från Kryvyj Rih, mangan från Nikopol, kol från Donetskbassängen och elektrisk kraft från de många kraftstationerna i Dnepr. Staden har även produktion av plattstål, rörstål, stålvajer m.m., som utgör grunden för en betydande mekanisk industri som tillverkar lokomotiv, jordbruksmaskiner, gruvmaskiner och annan tung utrustning. Under Sovjettiden var staden säte för världens största producent av ballistiska robotar, Juzjmasj. Övrig industri omfattar bland annat produktion av kemikalier, bildäck, färg, cement, textilier, skor och livsmedel.
I staden finns ett universitet, grundat 1918, och många tekniska skolor.

## Historik
Staden grundades 1787 av furst Grigorij Potemkin. Den skulle vara mittpunkt för de områden som hade erövrats av de ukrainska kosackerna, som 1775 slutgiltigt underkastades efter erövringen av deras huvudsäte Zaporizja Sitj, och av det Osmanska riket i det rysk-turkiska kriget 1768–1774. Den kallades Jekaterinoslav efter Katarina II och blev huvudort i guvernementet Jekaterinoslav. William Hastie från Skottland var mannen bakom de stadsplaner för Jekaterinoslav, som godkändes 1817 och som följdes under hela 1800-talet. 
År 1926 ändrades namnet till Dnepropetrovsk och staden växte kraftigt efter att DnіproHESdammen byggdes 1932. Under andra världskriget så var staden den administrativa huvudorten för Generalbezirk Dnjepropetrowsk som var ett av sex distrikt i Reichskommissariat Ukraine. Den var liksom Sevastopol en så kallad stängd stad fram till 1990-talet. Under det mesta av sovjettiden användes stadens ryska namn Dnepropetrovsk, men från Ukrainas självständighet 1991 gick man över till att använda stadens ukrainska namn Dnipropetrovsk efter floden Dnepr och den ukrainske sovjetledaren Grigorij Petrovskij.

## Personer från Dnipro
- Helena Blavatsky

## Sport
- SK Dnipro-1